# Національний музей образотворчих мистецтв (Ріо-де-Жанейро)
Національний музей образотворчих мистецтв (порт. Museu Nacional de Belas Artes, MNBA) — художній музей в Ріо-де-Жанейро. Заснований 1937 року.

## Історія
Основою колекції є зібрання, яке король Португалії Жуан VI вивіз з Лісабона 1807 року під час своєї втечі від Наполеонівської армії, яка тоді вторглася в Португалію. Коли Жуан VI повернувся на батьківщину, твори мистецтва залишилися в Бразилії. З часом вони увійшли до колекції Національної школи образотворчих мистецтв при Федеральному університеті Ріо-де-Жанейро.
1937 року з ініціативи міністра освіти Густаво Капанема в Ріо-де-Жанейро було засновано Музей образотворчих мистецтв, куди й увійшло зібрання школи образотворчих мистецтв. Музей розмістили в приміщенні, спорудженому 1908 року за проектом архітектора Адольфо Моралеса де лос Ріоса (1858–1928). Офіційне відкриття відбулося за участю Президента Бразилії в 1938 році.

## Фонди
Музей образотворчих мистецтв є однією з найважливіших культурних інституцій Бразилії і належить до найвизначніших музеїв бразильського мистецтва. Особливо багатою є колекція живопису і скульптури 19 століття. У фондах музею зберігається загалом 16 000 витворів мистецтва, серед яких картини, скульптури, малюнки, друки бразильських та іноземних митців від часів Середньовіччя й до сьогодення.
Бібліотека музею налічує 19 000 томів. 1973 року музей було занесено до бразильського списку культурної спадщини.

## Галерея

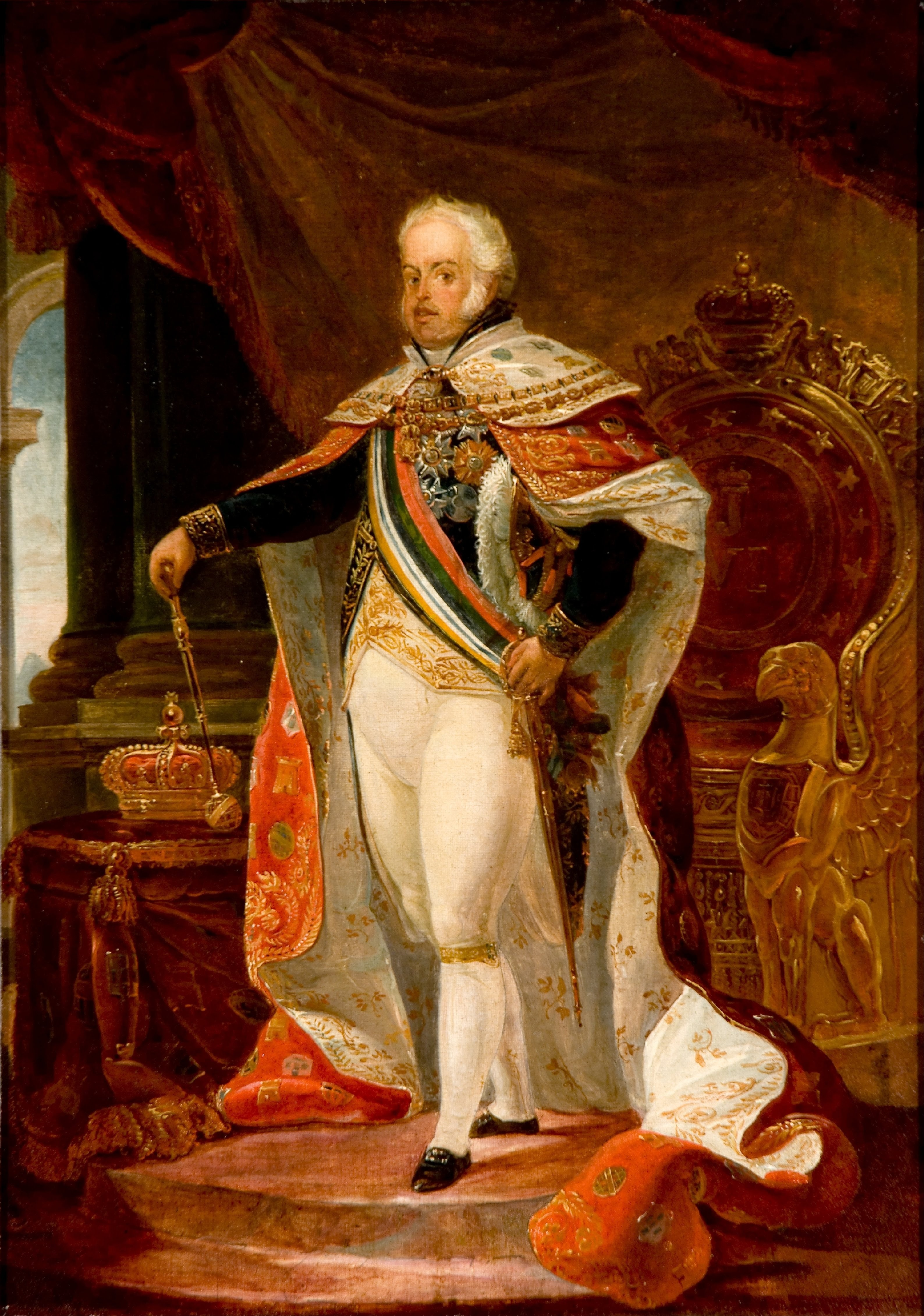
Жан-Батіст Дебре, «Жуан VI»
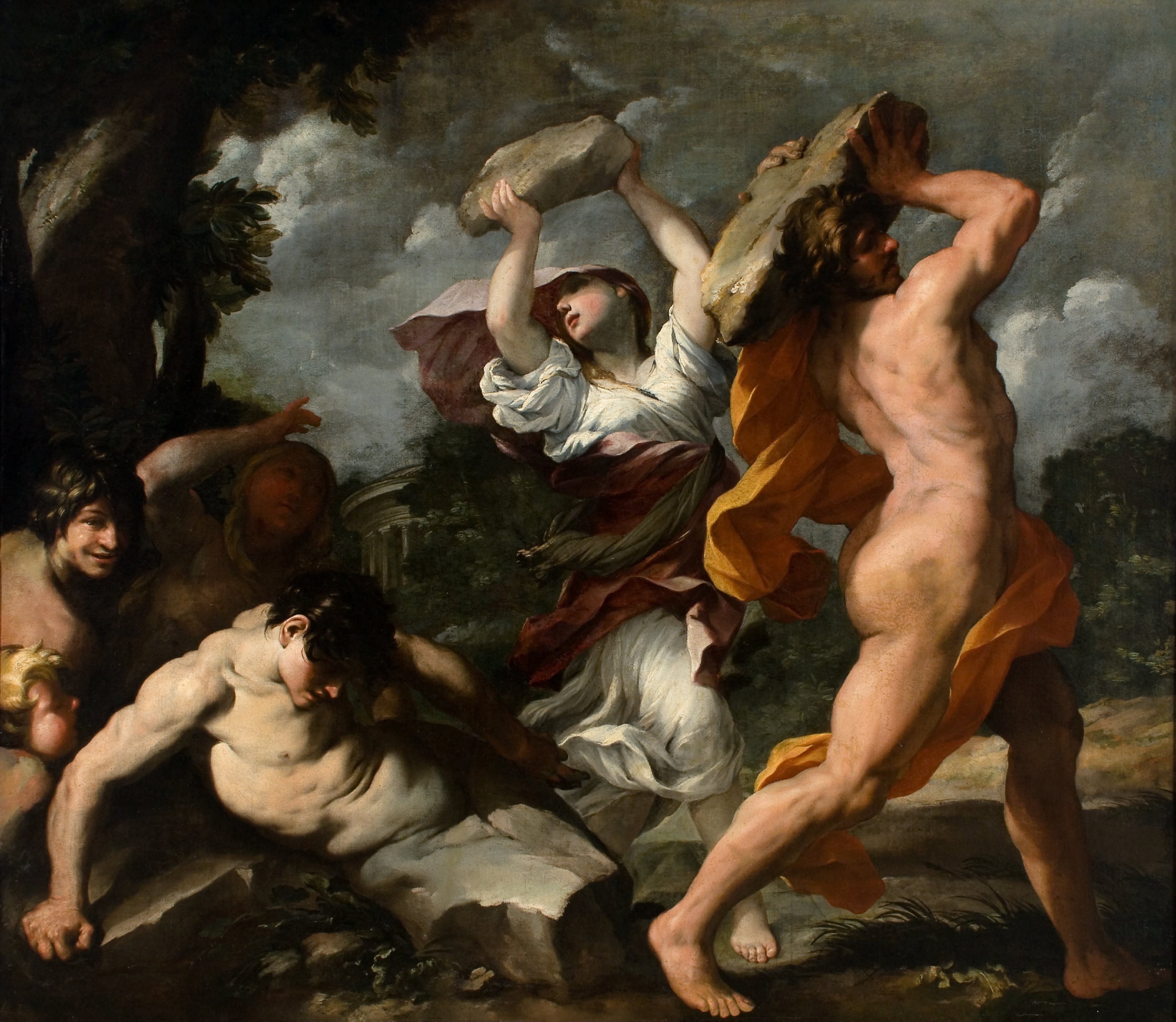
Джованні Марія Ботталла, «Девкаліон і Пірра» (бл. 1635)
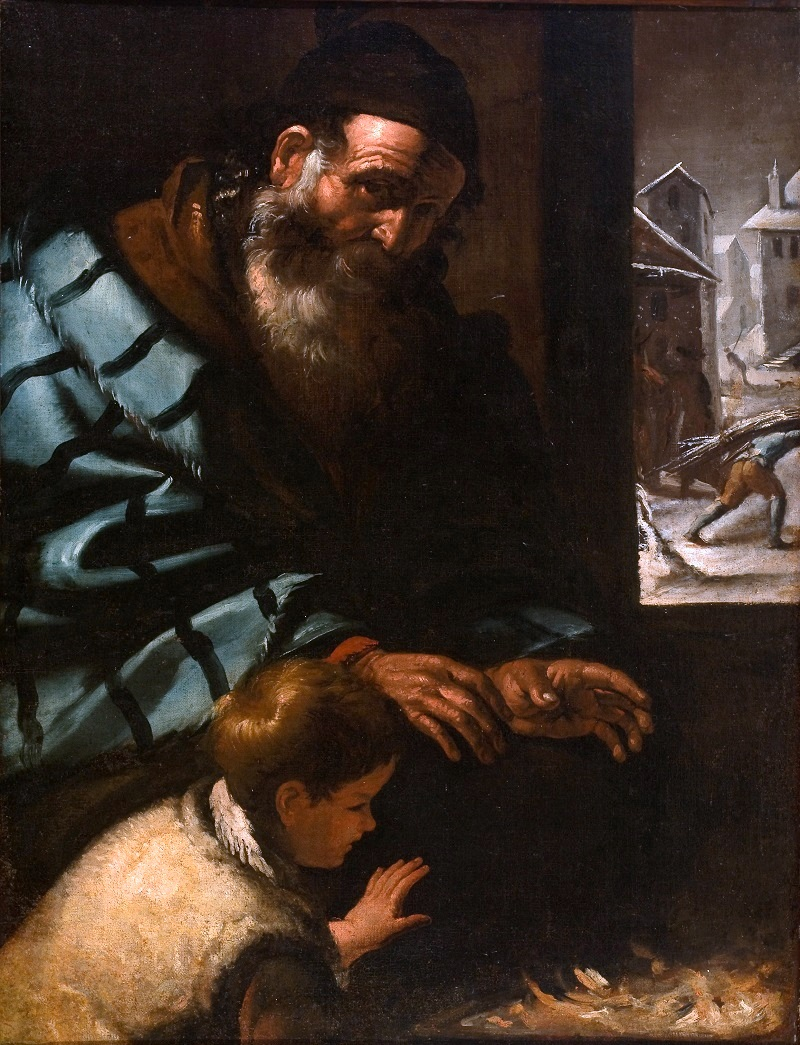
П'єтро Беллотті. «Алегорія зими»
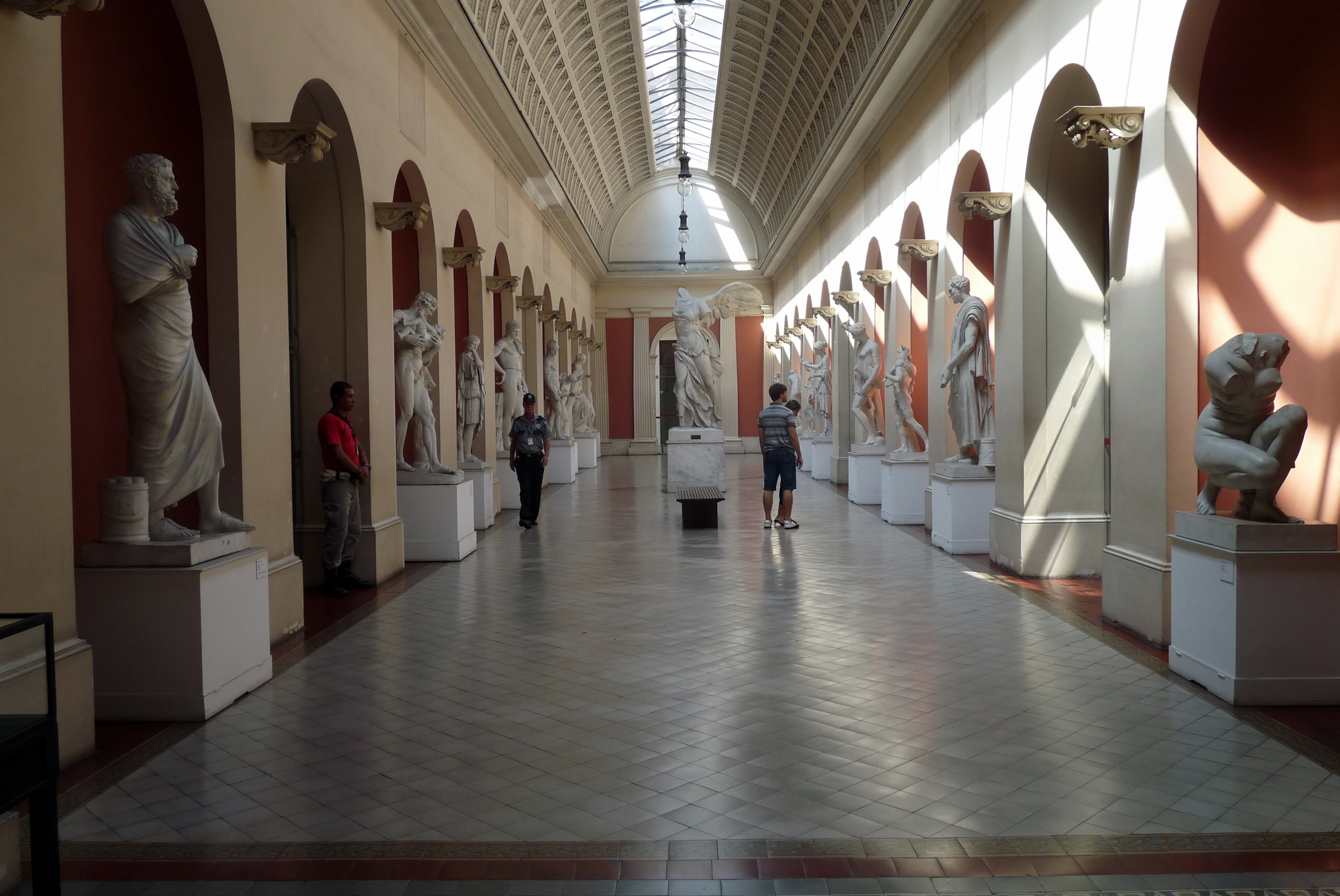
Колекція копій античної пластики
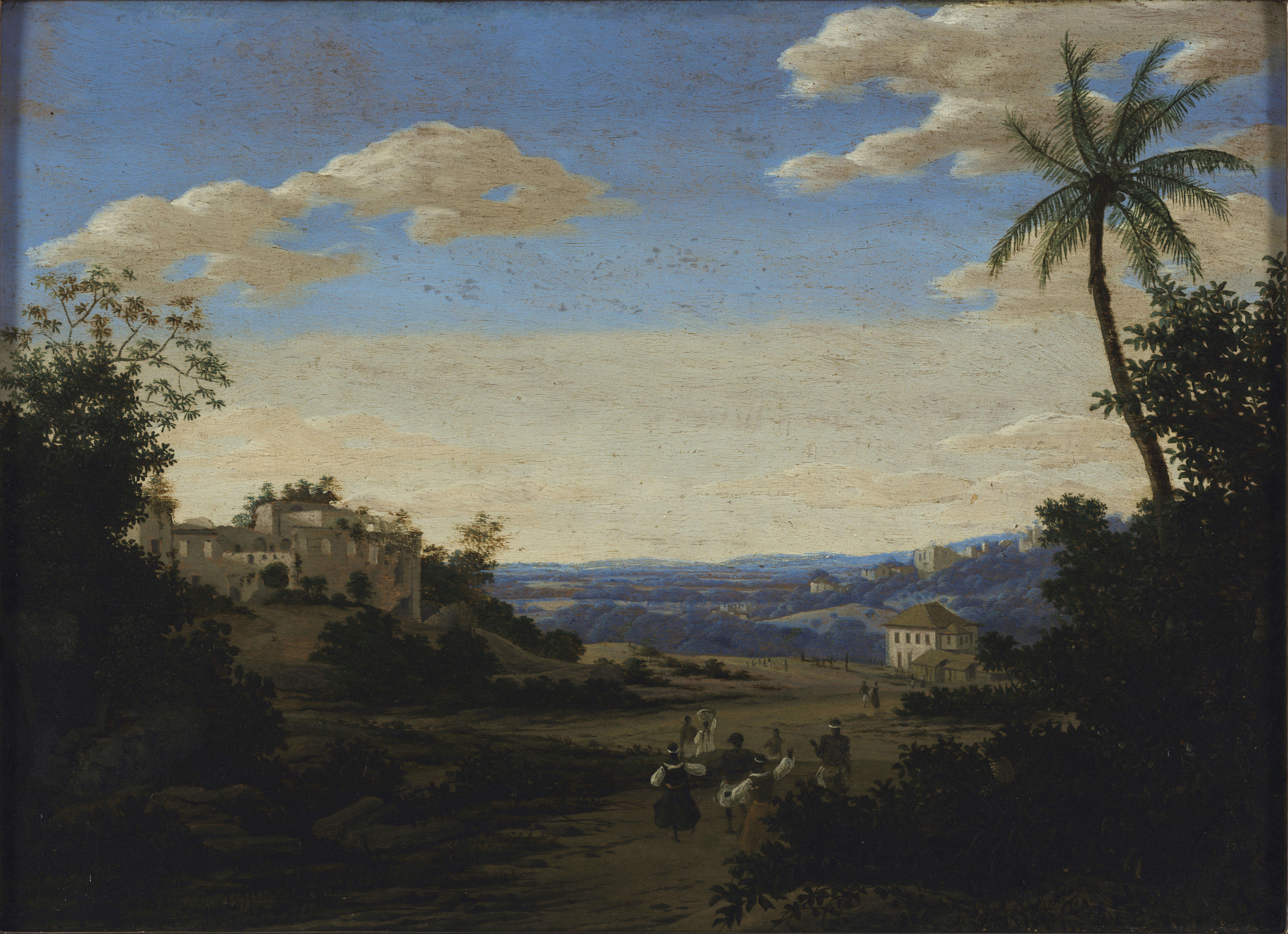
Франс Пост, «Пейзаж Пернамбуку», 1635—1644
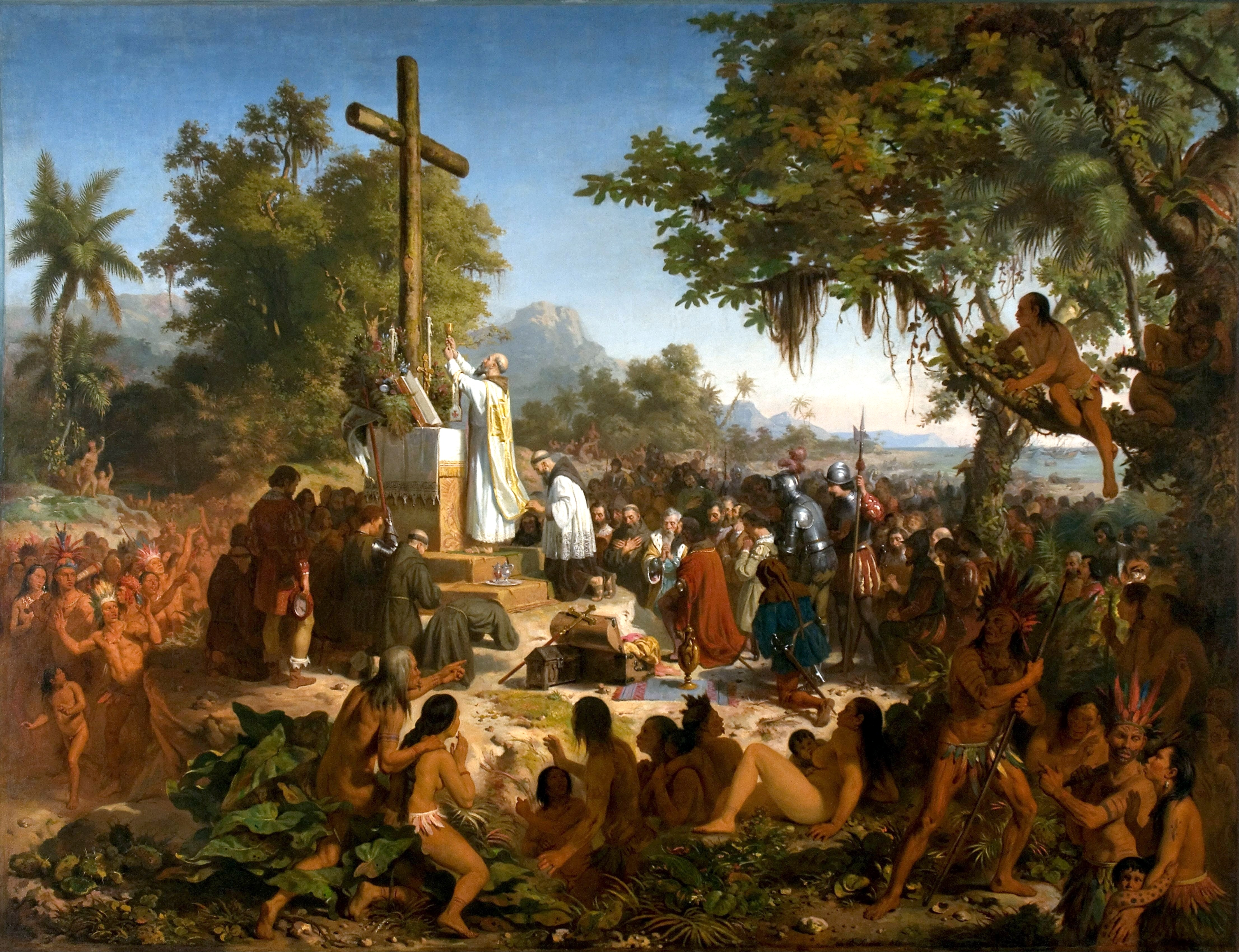
Мейрелліс Віктор, «Перша месса в Бразилії», 1861
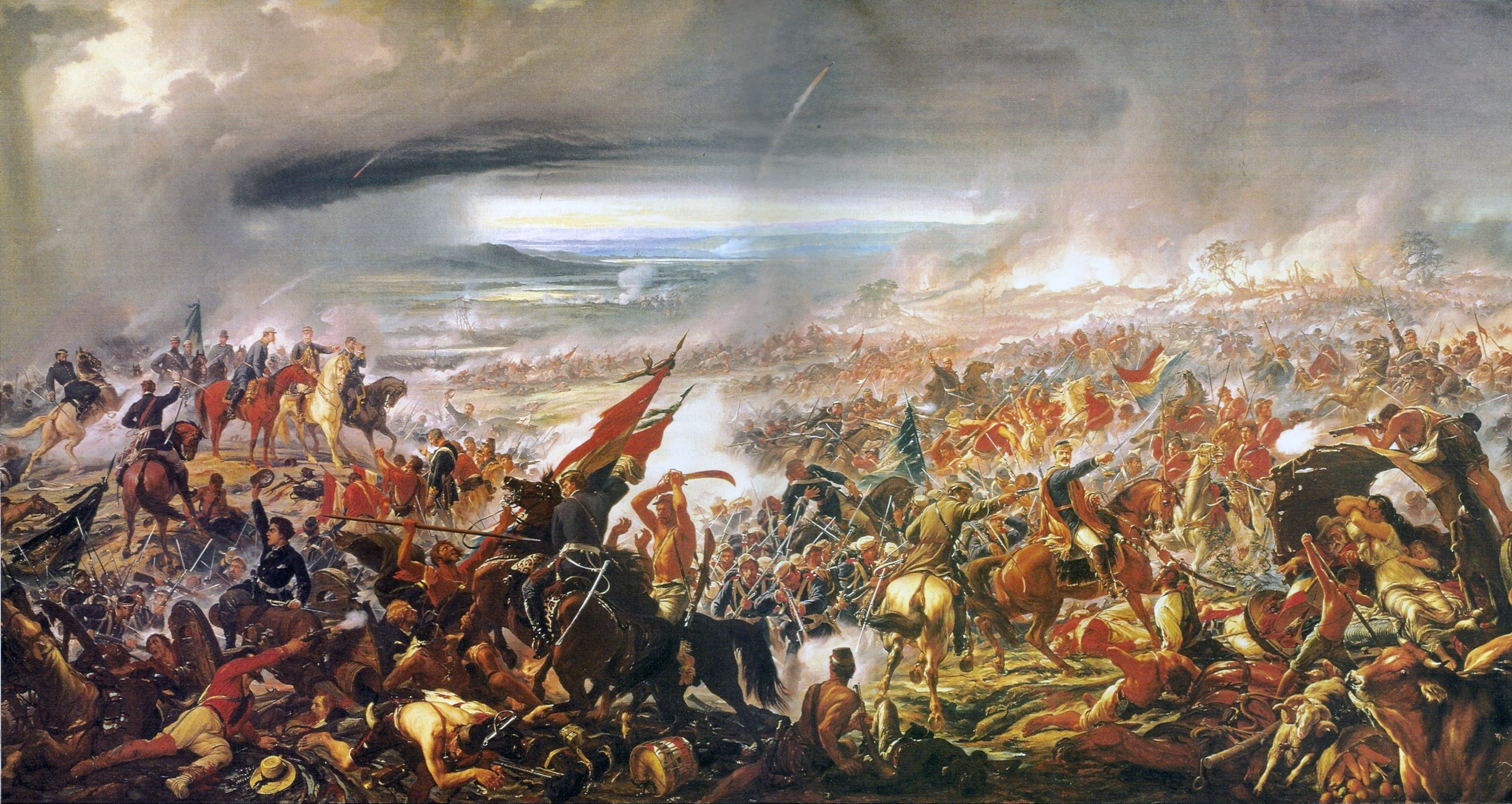
Педру Америку, «Битва при Авай» (1872-1877)
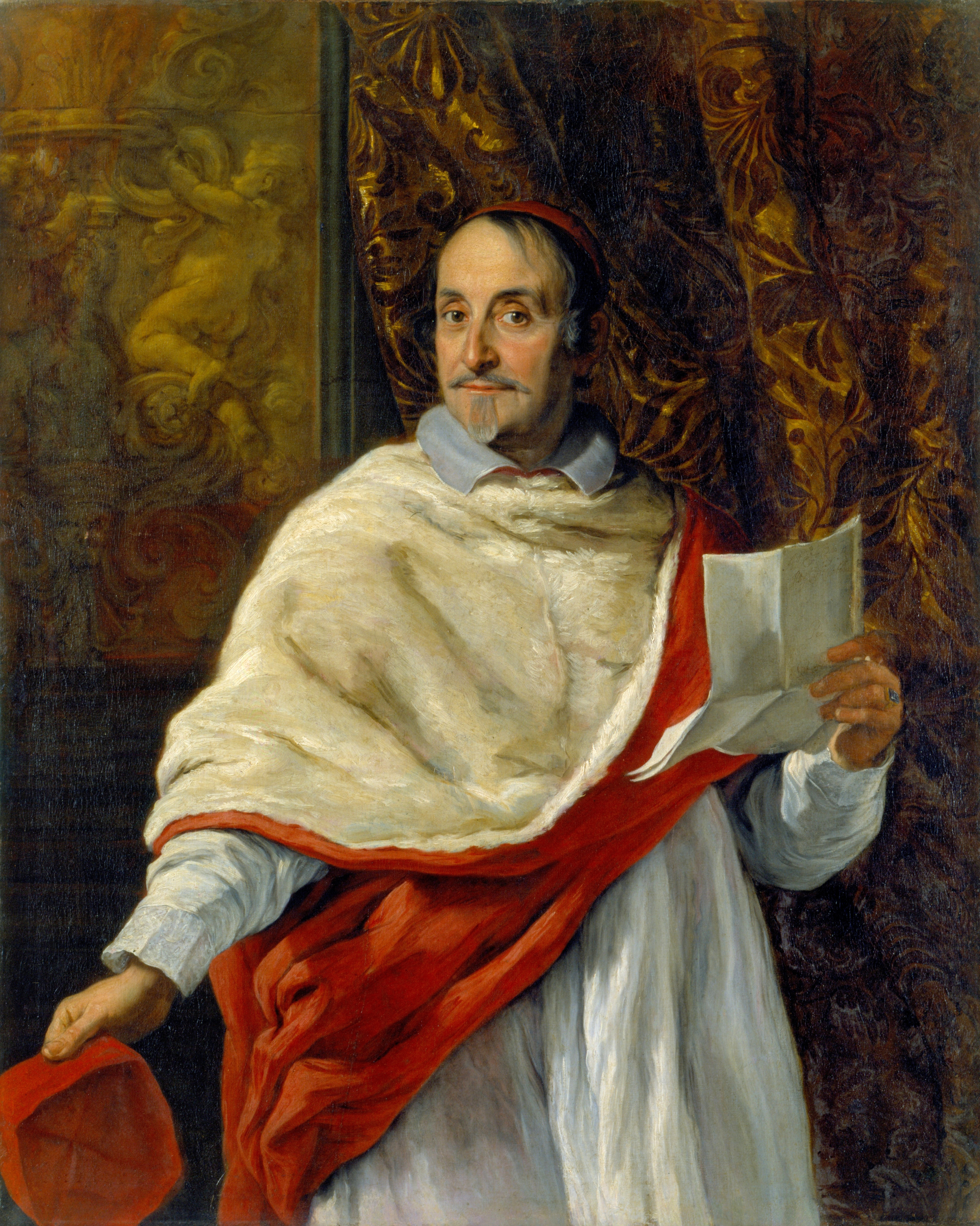
Джованні Батіста Гаулі, «Портрет кардинала Луїджі Алессандро Омодеї» (бл. 1670)
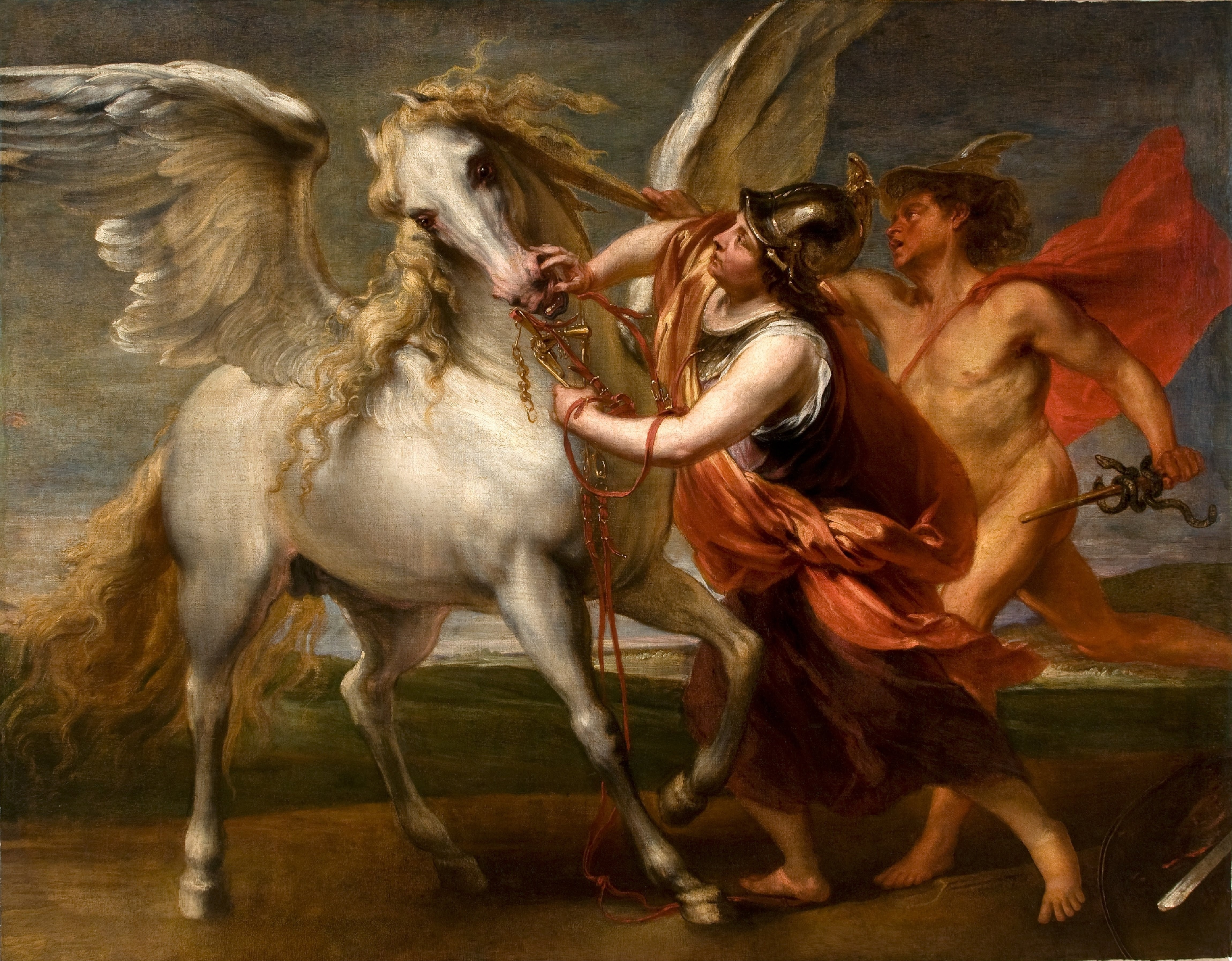
Ян Бокгорст, «Пегас» (1675-1680).
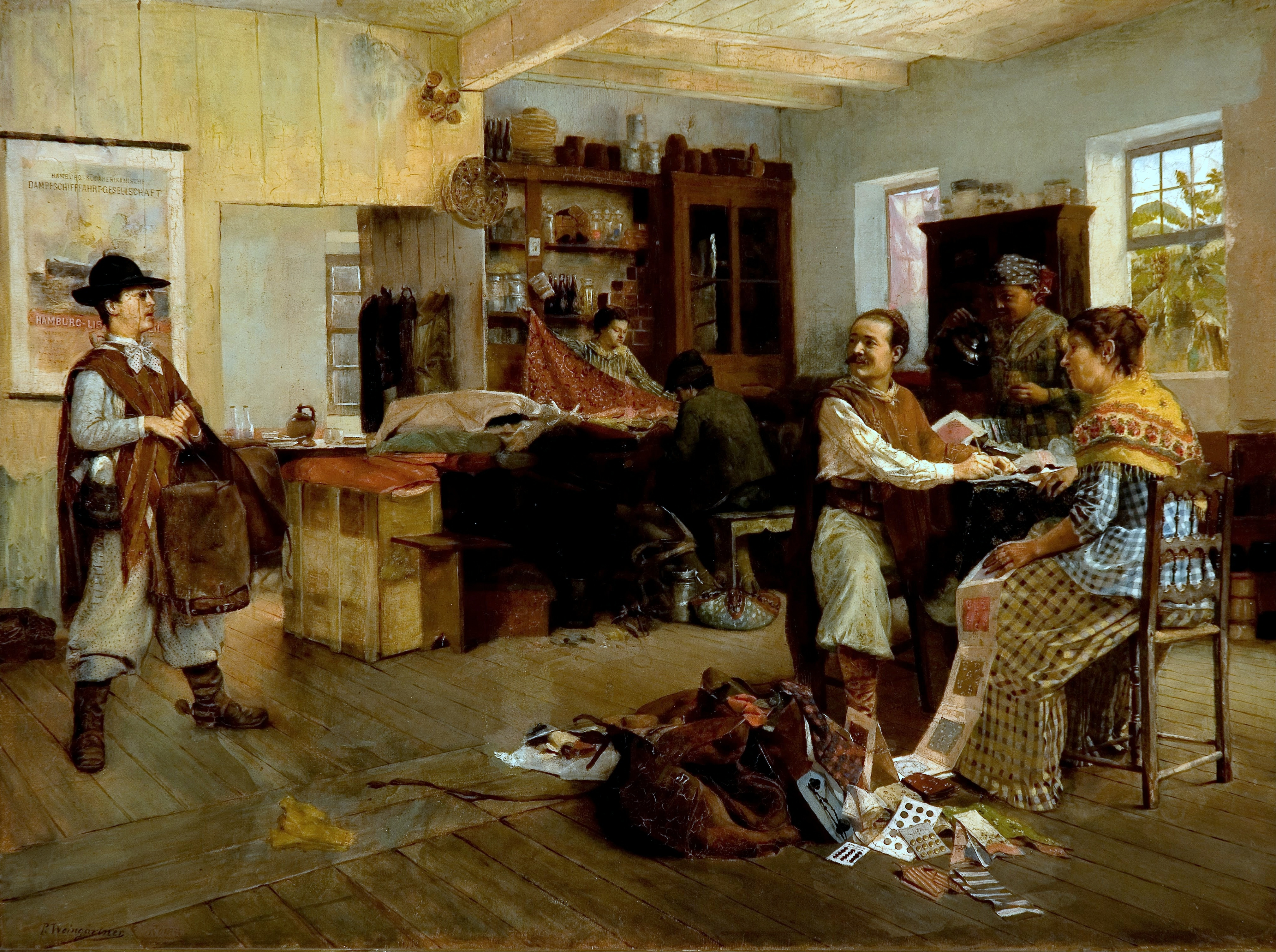
Педро Вайнгертнер, «Chegou tarde!» («Надто пізно!»)
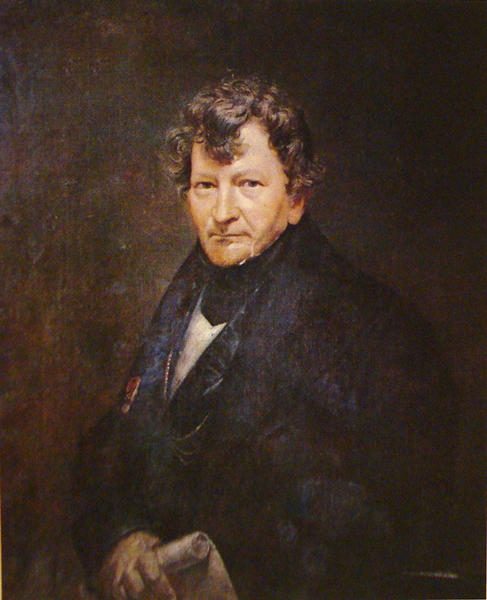
Август Мюллер, «Портрет Гранжана де Монтіньї»
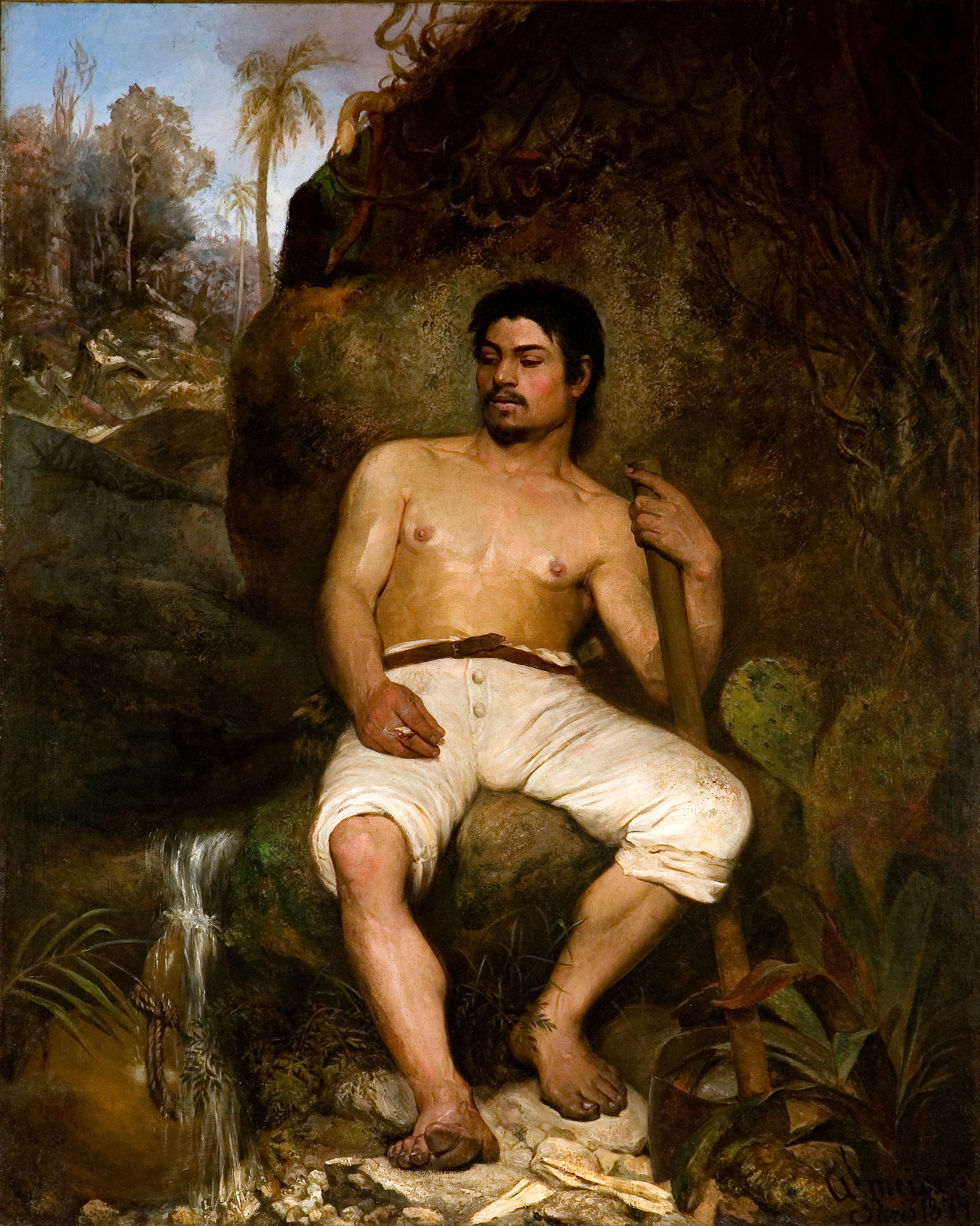
Жозе Феррас де Алмейда Жуніор, «Бразильський лісоруб», 1875
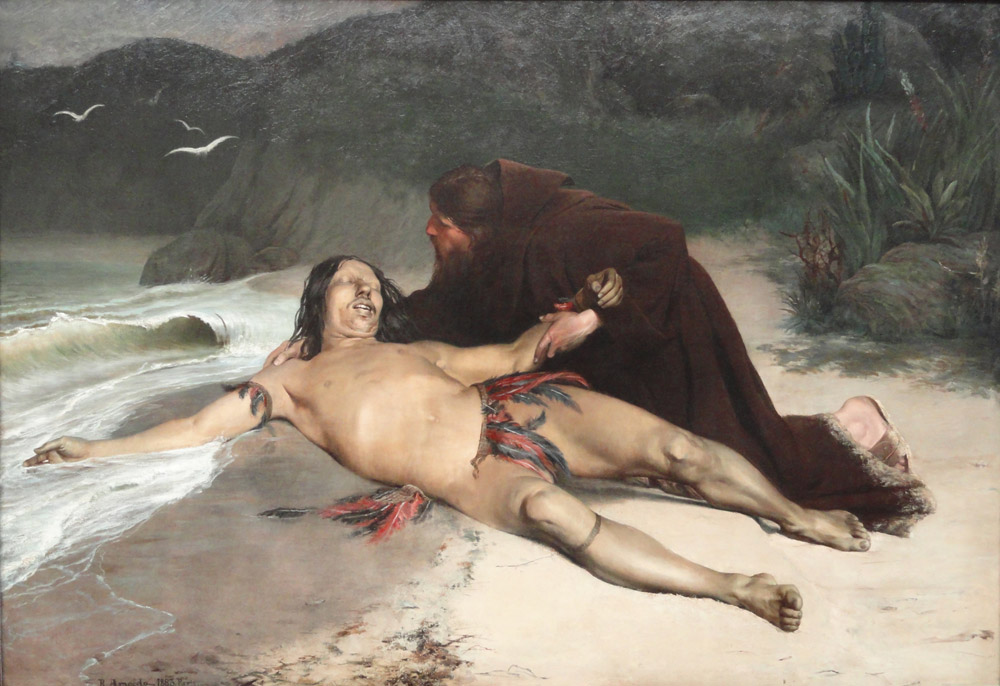
Родольфу Амоеду, «Останній Тамоіу», 1883
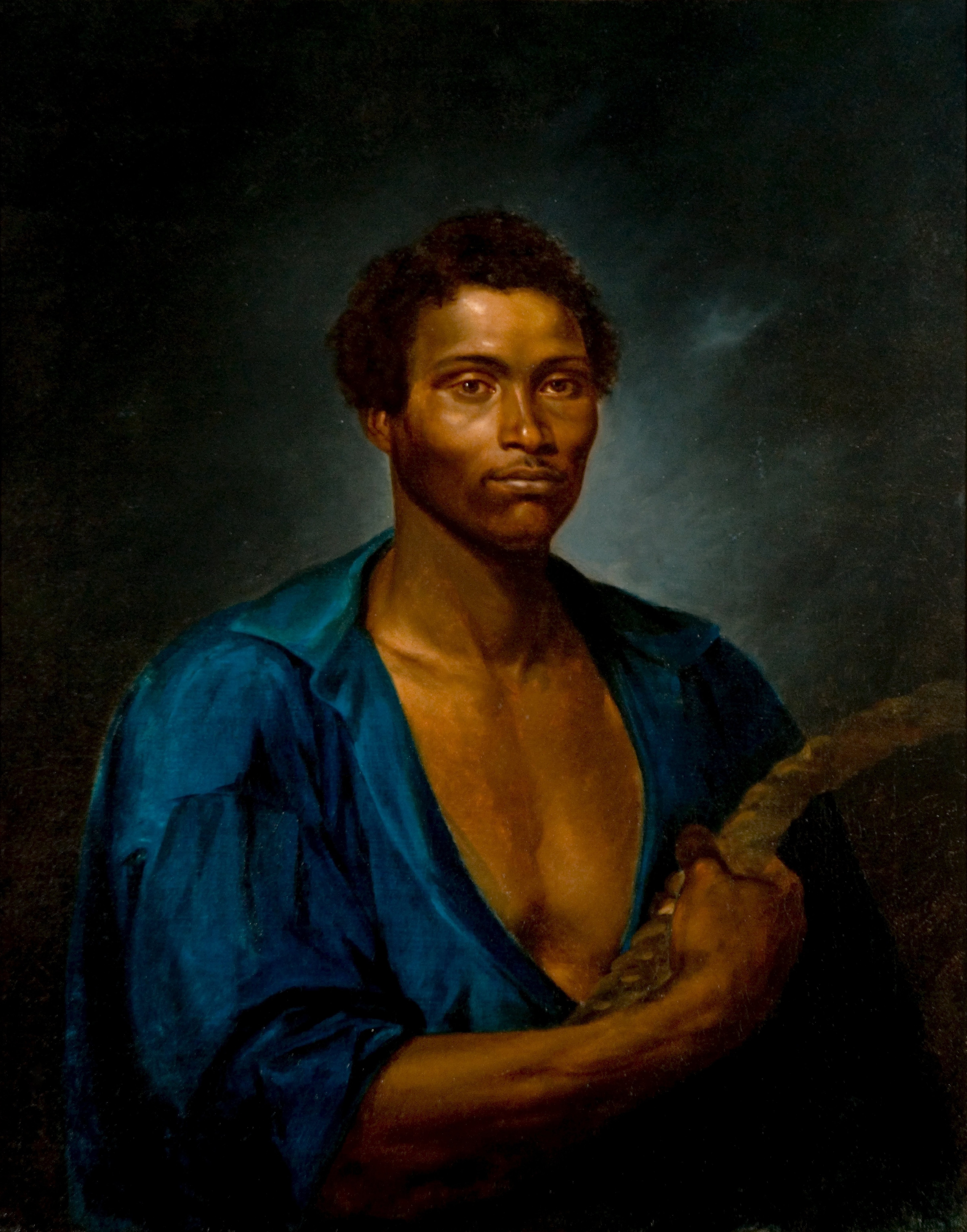
Жозе Корреіа де Ліма, «Портрет моряка або вугляра», 1853-1857